# (418) Alemannia
(418) Alemannia es un asteroide perteneciente al cinturón de asteroides descubierto el 7 de septiembre de 1896 por Maximilian Franz Wolf desde el observatorio de Heidelberg-Königstuhl, Alemania.
Está nombrado por una hermandad de estudiantes de Heideberg.